# 岩手県立軽米高等学校
岩手県立軽米高等学校（いわてけんりつ かるまいこうとうがっこう）は、岩手県九戸郡軽米町に所在する公立の高等学校。

## 沿革
- 1948年　定時制普通課程の単独校として創立。
- 1950年　全日制課程を併設。
- 1951年　定時制課程の生徒募集を停止。
- 1999年　地域の中学校4校（軽米中・笹渡中・小軽米中・晴山中）との間で連携型中高一貫教育はじまる。
- 2008年　第80回選抜高等学校野球大会(記念大会)21世紀枠岩手県推薦校に選ばれる。
- 2018年   同校史上初めて東京大学文科Ⅲ類への現役合格者を輩出

## アクセス
- IGRいわて銀河鉄道二戸駅よりジェイアールバス東北バス利用。
  - ｢軽米病院｣行
- JR八戸線小中野駅からラピアバスターミナルまで徒歩10分。ここから南部バス利用。
  - 4番のりばより「F116」

以上の路線に乗車。｢軽米新町｣バス停下車。徒歩10分。